# 러프 가이드
러프 가이드 유한책임회사(Rough Guides Ltd)는 여행 안내서와 참고서를 발간하는 영국 회사이다. 표어는 "지구상에서 최고의 시간을 만들자(Make the Most of Your Time on Earth)"
200여곳이 넘는 지역을 취급하는 여행서 시리즈를 발간하는데, 기존 싸구려 학생 여행서와 "장중한 역사책" 사이의 간극에 불만을 느낀 마크 에링험이 1982년 《그리스에 대한 간단한 안내서》(Rough Guide to Greece)를 발간하며 시작됐다. 저예산 백패커들을 겨냥한 시리즈였지만, 여행책들이 다루는 장소들은 1990년대 들어 더한층 고액이다. 1990년대 말부터는 컬러로 인쇄되고 있으며 오늘날에는 모든 여행자들을 대상으로 매상 중이다. 여행서들의 내용은 거의 다 온라인에서 둘러볼 수 있다.
2007년 회사 25주년을 기념하여 프로파일 북스에서 친환경적인 소재로 인쇄한 여행서 시리즈를 발행했다. 이후 11월 에링험이 회사를 사직했다. 2003년 이래 마틴 런포드(여행 담당), 앤드류 로켓(출처 담당)이 공동 경영했다. 랜덤 하우스에 합병되기 전까지 펭귄의 후원 아래 활동했다. 2017년 인사이트 가이드의 모회사 APA 퍼블리케이션에 매각되었다. 이로써 현 본사는 런던 브리지 인근 툴리 가의 APA 사무소가 되었다.